# デュラフォイ潰瘍
デュラフォイ潰瘍（デュラフォイかいよう、Dieulafoy's lesion）は特殊な胃の潰瘍性病変のこと。

## 概要
1898年、フランスの外科医でパリ医科大学教授のデュラフォイにより初めて報告された。組織学的には粘膜層の欠損が見られる。肉眼的には大きさ2mm～3mmと小型で表在性の潰瘍であるが、臨床的に潰瘍底部に動脈の露出があり、大出血を伴うことが多い。吐血、下血を発症する。発症は緊急内視鏡検査での発見が多く、治療は内視鏡的止血により行う。